# 阮德強
阮德強（1941年6月17日—），越南共和國政治人物，原越南共和國商贸與工業部長。

## 生平
1941年6月17日，阮德強出生於越南北部的河內。
阮德強是新罕布什爾大學電機工程學理學學士。1965年獲得麻省理工學院電機工程學理學碩士學位。
1970年至1973年，阮德強擔任越南共和國經濟部長的商貿助理。後出任越南共和國商貿與工業部長。

## 個人生活
根據1974年出版的《越南名人錄》，阮德強是天主教徒，已婚，有至少兩個子女。

## 榮譽
- 一等經濟佩星[3]
- 一等財政佩星[3]
- 一等公共工程與交通運輸佩星[3]
- 一等農業佩星[3]